# Juri Judt
Pour les articles homonymes, voir Judt.
Juri Judt est un footballeur allemand né le 24 juillet 1986 à Karaganda.

## Palmarès
Néant